# The Brabant Ensemble
The Brabant Ensemble es un conjunto vocal británico especializado en la música del Renacimiento. Fue fundado en 1998 por su director Stephen Rice y tiene su residencia en Oxford.
Interpretan principalmente obras sacras de compositores de mediados del siglo XVI de la Escuela franco-flamenca, como Nicolas Gombert, Thomas Crecquillon, Pierre de Manchicourt, Clemens non Papa o Dominique Phinot. Además de este repertorio, también han publicado un álbum dedicado al compositor español Cristóbal de Morales y otro a compositores ingleses de la Era Tudor.
El nombre del grupo deriva del antiguo Ducado de Brabante, situado en lo que ahora es el norte de Bélgica y el sur de Holanda, de donde procede la mayor parte del repertorio del grupo.

## Discografía
- 2004 - Behold, how joyful - Clemens non Papa: Mass and Motets. Signum 045.
- 2006 - Crecquillon: Missa "Mort m'a privé". Hyperion 67596.
- 2007 - Manchicourt:[1] Missa Cuidez vous que Dieu nous faille. Hyperion 67604.
- 2007 - Gombert: Tribulatio et angustia. Four- & five-part motets. Hyperion 67614.
- 2008 - Morales: Magnificat, Motets,[3] Lamentations. Hyperion 67694
- 2009 - Music from the Chirk Castle Part-Books.[4] Hyperion 67695
- 2009 - Dominique Phinot:[2] Mass, Motets. Hyperion 67696
- 2010 - Pierre Moulu:[5] Missa "Alma redemptoris Mater",[6] Missa "Missus est Gabriel Angelus".[7] Hyperion 67761.
- 2011 - Clemens non Papa: Missa pro defunctis,[8] Penitential Motets.[9] Hyperion 67848.
- 2011 - Lassus: Prophetiae Sibyllarum[10] & Missa Amor ecco colei. Hyperion 67887
- 2012 - Mouton: Missa Tu es Petrus.[11] Hyperion 67933.
- 2013 - Palestrina: Missa Ad coenam Agni. Hyperion 67978
- 2013 - Rore: Missa Doulce mémoire, Missa a note negre. Hyperion 67913.
- 2014 - Brumel: Missa de beata virgine, Motets. Hyperion 68065.
- 2015 - Jacquet of Mantua:[12] Missa Surge Petre & Motets. Hyperion 68088.
- 2016 - La Rue: Missa Nuncqua fue pena mayor, Missa Inviolata. Hyperion 68150.
- 2017 - Obrecht: Missa Grecorum, Motets. Hyperion 68216.
- 2018 - Févin:[13] Missa Ave Maria & Missa Salve sancta parens. Hyperion 68265.
- 2020 - Johannes Lupi,[14] Lupus Hellinck:[15] Motets, Te Deum,[16] Missa Surrexit pastor. Hyperion 67978.
- 2021 - Josquin: Motets & Mass Movements.[17] Hyperion 68321.